# Monument national (Bosnie-Herzégovine)
Pour les articles homonymes, voir Monument national.

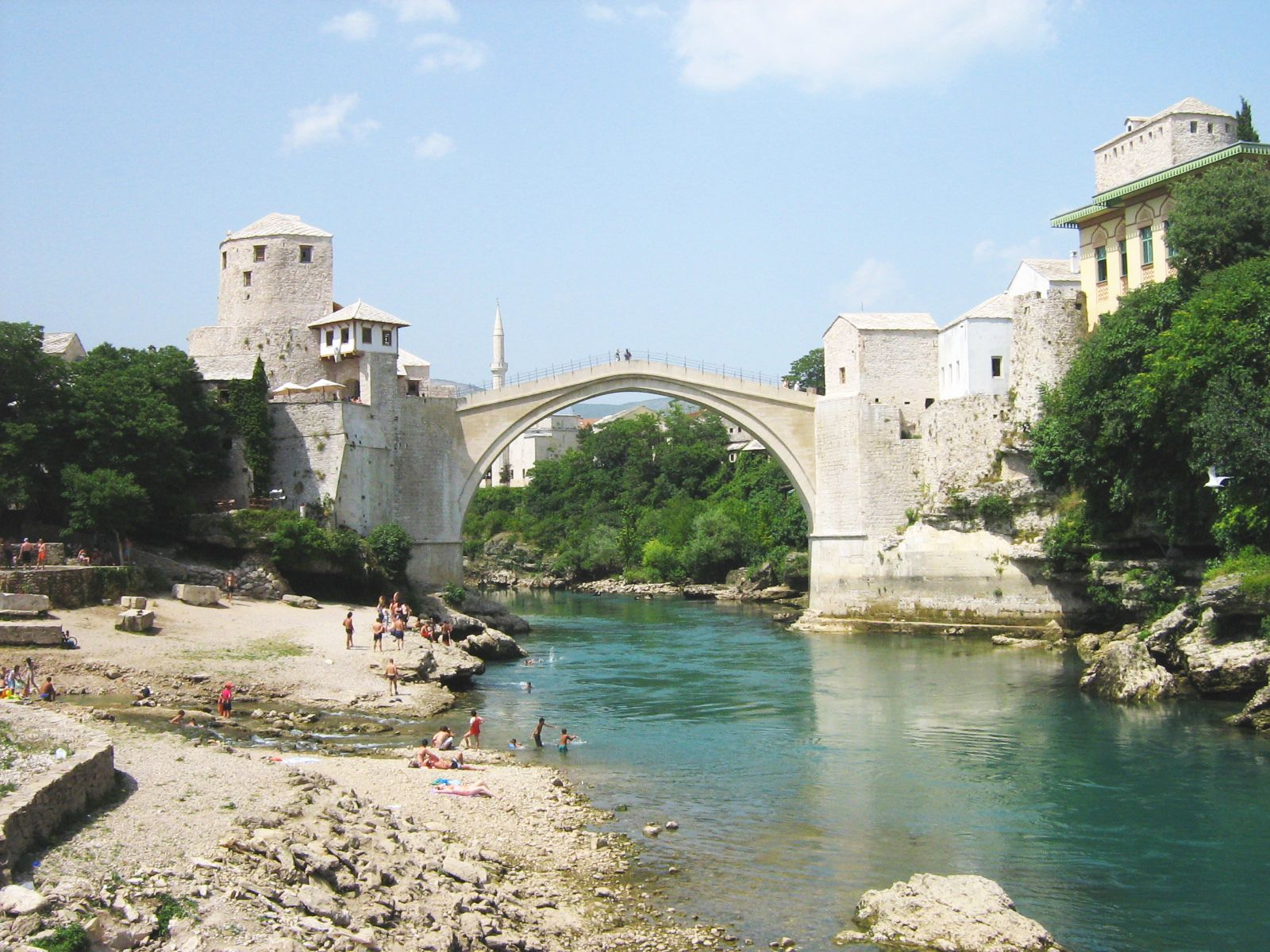
Le vieux pont de Mostar

Un monument national est, en Bosnie-Herzégovine, un monument placé sous la protection de l'État. La Commission pour la protection des monuments nationaux a établi une liste principale de 780 monuments ainsi catégorisés, auxquels viennent s'ajouter 444 monuments inscrits sur une liste complémentaire et 1621 monuments candidats à une inscription.
En 2005, le Quartier du Vieux pont de la vieille ville de Mostar a été inscrit au patrimoine mondial de l'UNESCO, suivi en 2007 par le pont Mehmed Pacha Sokolović de Višegrad.

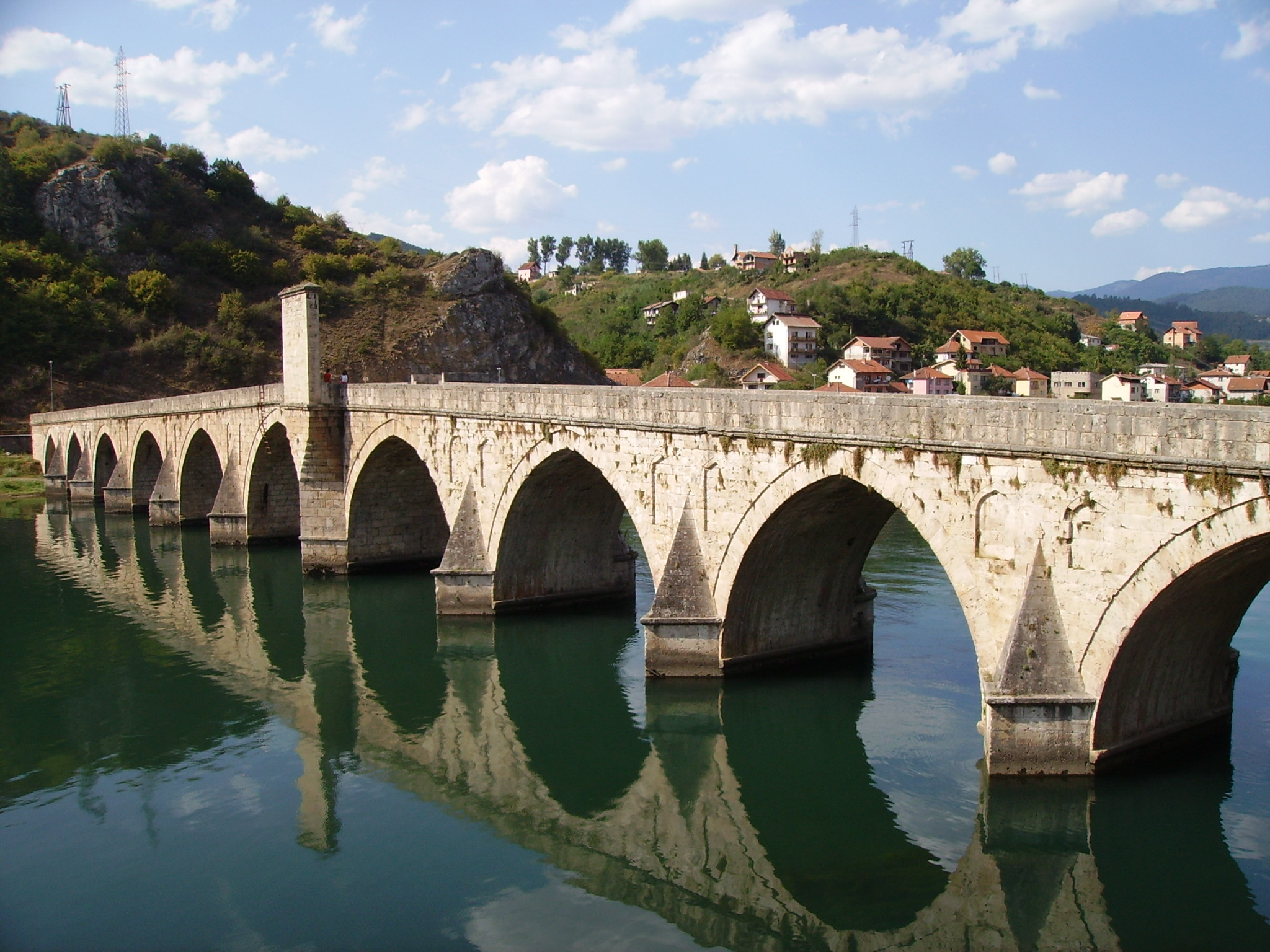
Le pont Mehmed Pacha Sokolović de Višegrad

## Monuments nationaux de la fédération de Bosnie-et-Herzégovine

### Municipalité de Banovići
| Monument                    | Localité      | Géolocalisation | Datation  | Commentaire éventuel | Photo |
| --------------------------- | ------------- | --------------- | --------- | -------------------- | ----- |
| Deux stećci à Banovići Selo | Banovići Selo |                 | Moyen Âge | Stećci               |       |

### Municipalité de Breza
| Monument             | Localité | Géolocalisation | Datation          | Commentaire éventuel | Photo |
| -------------------- | -------- | --------------- | ----------------- | -------------------- | ----- |
| Basilique de Crkvina | Breza    |                 | Antiquité tardive | Site archéologique   |       |

### Municipalité de Busovača
| Monument                                   | Localité | Géolocalisation | Datation | Commentaire éventuel | Photo |
| ------------------------------------------ | -------- | --------------- | -------- | -------------------- | ----- |
| Église Saint-Antoine-de-Padoue de Busovača | Busovača |                 | 1896     | Église catholique    |       |

### Municipalité de Gornji Vakuf-Uskoplje
| Monument                                   | Localité              | Géolocalisation | Datation  | Commentaire éventuel | Photo |
| ------------------------------------------ | --------------------- | --------------- | --------- | -------------------- | ----- |
| Tour de l'horloge de Gornji Vakuf-Uskoplje | Gornji Vakuf-Uskoplje |                 | 1710-1711 |                      |       |

### Municipalité de Hadžići
| Monument                  | Localité | Géolocalisation | Datation | Commentaire éventuel | Photo |
| ------------------------- | -------- | --------------- | -------- | -------------------- | ----- |
| Site historique de Gradac | Gradac   |                 | ?        |                      |       |

### Municipalité de Kalesija
| Monument                            | Localité  | Géolocalisation | Datation  | Commentaire éventuel | Photo |
| ----------------------------------- | --------- | --------------- | --------- | -------------------- | ----- |
| Nécropoles de Mramorje et de Strane | Bulatovci |                 | Moyen Âge | Avec 28 stećci       |       |

### Municipalité de Lukavac
| Monument                     | Localité | Géolocalisation | Datation  | Commentaire éventuel | Photo |
| ---------------------------- | -------- | --------------- | --------- | -------------------- | ----- |
| Église Saint-Élie de Puračić | Puračić  |                 | Vers 1900 | Avec son iconostase  |       |

### Municipalité d'Odžak
| Monument                          | Localité | Géolocalisation | Datation       | Commentaire éventuel | Photo |
| --------------------------------- | -------- | --------------- | -------------- | -------------------- | ----- |
| Hôtel de ville d'Odžak (Beledija) | Odžak    |                 | Achevé en 1903 |                      |       |

### Municipalité d'Orašje
| Monument                      | Localité | Géolocalisation | Datation                      | Commentaire éventuel     | Photo |
| ----------------------------- | -------- | --------------- | ----------------------------- | ------------------------ | ----- |
| Couvent franciscain de Tolisa | Tolisa   |                 | Seconde moitié du XIXe siècle | Avec ses biens mobiliers |       |

### Municipalité de Pale-Prača
| Monument                 | Localité | Géolocalisation | Datation | Commentaire éventuel                                       | Photo |
| ------------------------ | -------- | --------------- | -------- | ---------------------------------------------------------- | ----- |
| Turbe de Semiz Ali-pacha | Prača    |                 | ?        | Turbe ; avec les vestiges de la mosquée de Semiz Ali-pacha |       |

### Municipalité de Vitez
| Monument                           | Localité | Géolocalisation | Datation | Commentaire éventuel                                                            | Photo |
| ---------------------------------- | -------- | --------------- | -------- | ------------------------------------------------------------------------------- | ----- |
| Ensemble commémoratif de Crna kuća | Kruščica |                 |          | Mémorial de la Seconde Guerre mondiale lié au camp de concentration de Kruščica |       |

### Municipalité de Žepče
| Monument                             | Localité | Géolocalisation | Datation             | Commentaire éventuel              | Photo |
| ------------------------------------ | -------- | --------------- | -------------------- | --------------------------------- | ----- |
| Mosquée d'Ali Bey (Trzanska džamija) | Žepče    |                 | XVIIe-XVIIIe siècles | Avec son harem ; site et vestiges |       |

## Monuments nationaux de la république serbe de Bosnie

### Municipalité de Čelinac
| Monument         | Localité       | Géolocalisation | Datation | Commentaire éventuel | Photo |
| ---------------- | -------------- | --------------- | -------- | -------------------- | ----- |
| Site de Zmajevac | Čelinac Gornji |                 | ?        | Site historique      |       |

### Municipalité de Milići
| Monument              | Localité    | Géolocalisation | Datation     | Commentaire éventuel | Photo |
| --------------------- | ----------- | --------------- | ------------ | -------------------- | ----- |
| Mosquée de Musa Pacha | Nova Kasaba |                 | XVIIe siècle | Site et vestiges     |       |

### Municipalité de Petrovo (Bosansko Petrovo Selo)
| Monument          | Localité   | Géolocalisation              | Datation  | Commentaire éventuel                          | Photo |
| ----------------- | ---------- | ---------------------------- | --------- | --------------------------------------------- | ----- |
| Monastère d'Ozren | Kaluđerica | 44° 35′ 54″ N, 18° 19′ 52″ E | Vers 1157 | Monastère orthodoxe serbe ; avec ses fresques |       |

### Municipalité de Rudo
| Monument                   | Localité | Géolocalisation | Datation           | Commentaire éventuel | Photo |
| -------------------------- | -------- | --------------- | ------------------ | -------------------- | ----- |
| Pont sur le Viševski potok | Dolovi   |                 | Période ottomane ? |                      |       |